# Der Steinkreis des Chamäleons
Der Steinkreis des Chamäleons (Originaltitel The Stone Dance of the Chameleon) ist eine Fantasy-Romantrilogie des Autors Ricardo Pinto. Von den drei Bänden sind zwei in deutscher Sprache erschienen. Die Trilogie wurde in einer Neuauflage von 2020 in sieben Bände aufgeteilt.
Der Leser begleitet einen der herrschenden Oberschicht der Fantasy-Welt angehörenden Jungen. Er freundet sich mit dem verhinderten Thronfolger an, der ein Heer zusammenstellt, um sich seine Herrschaft mit Gewalt zurückzuholen. Jede Entscheidung der Hauptfigur zieht dabei meist grausame Konsequenzen nach sich.

## Bände
Die erste Edition erschien in drei Bänden, wovon die ersten beiden Bücher von Wolfgang Krege in die deutsche Sprache übersetzt wurden. Die zweite Edition aus dem Jahr 2020 teilte Pinto auf sieben Bände auf, überarbeitete und kürzte den Text um ein Viertel. Die vier neu entstandenen Bücher bekamen je ein neues Einleitungskapitel.
| Originaltitel                                              | Originaltitel                                                                 | Titel der deutschen Auflage                                        |
| Erste Edition                                              | Zweite Edition                                                                |                                                                    |
| ---------------------------------------------------------- | ----------------------------------------------------------------------------- | ------------------------------------------------------------------ |
| The Chosen. Bantam, London 1999, ISBN 0-553-50581-5        | The Masters. Ivory Tower Press, 2020, ISBN 978-1-916074-11-8                  | Die Auserwählten. Klett-Cotta, Stuttgart 2001, ISBN 3-608-93241-0  |
| The Chosen. Bantam, London 1999, ISBN 0-553-50581-5        | The Chosen. Ivory Tower Press, 2020, ISBN 978-1-916074-13-2                   | Die Auserwählten. Klett-Cotta, Stuttgart 2001, ISBN 3-608-93241-0  |
| The Standing Dead. Bantam, London 2002, ISBN 0-553-81285-8 | The Standing Dead. Ivory Tower Press, 2020, ISBN 978-1-916074-15-6            | Die Ausgestoßenen. Klett-Cotta, Stuttgart 2002, ISBN 3-608-93242-9 |
| The Standing Dead. Bantam, London 2002, ISBN 0-553-81285-8 | The Darkness Under the Trees. Ivory Tower Press, 2020, ISBN 978-1-916074-17-0 | Die Ausgestoßenen. Klett-Cotta, Stuttgart 2002, ISBN 3-608-93242-9 |
| The Third God. Bantam, London 2009, ISBN 978-0-593-05051-4 | Dragon Fire. Ivory Tower Press, 2020, ISBN 978-1-916074-19-4                  | (keine deutsche Übersetzung vorhanden)                             |
| The Third God. Bantam, London 2009, ISBN 978-0-593-05051-4 | The Mirror Breaks. Ivory Tower Press, 2020, ISBN 978-1-838028-61-9            | (keine deutsche Übersetzung vorhanden)                             |
| The Third God. Bantam, London 2009, ISBN 978-0-593-05051-4 | The Third God. Ivory Tower Press, 2020, ISBN 978-1-838028-63-3                | (keine deutsche Übersetzung vorhanden)                             |

## Handlungsort, Machtsystem und Sprache
Der Steinkreis des Chamäleons erzählt von einer Welt, genannt „Die Drei Lande“. Diese umfasst das „Barbarenland“, das „Bewachte Land“, das abgeschirmt von der Außenwelt inmitten des Barbarenlandes liegt, und „Osrakum“, das Herz des Bewachten Landes.
Von besonderer Bedeutung ist das auf drei Parteien aufgeteilte Gleichgewicht der Mächte. Dem Gottkaiser untersteht der größte Teil der Streitmacht im Bewachten Land, darf seinen Palast im Zentrum von Osrakum jedoch nicht verlassen. Die Großen unter den Auserwählten wohnen um den Palast, halten den Gottkaiser gewissermaßen als Geisel. Die dritte Gewalt sind die Weisen, die das Gesetz der drei Lande kontrollieren, und die wiederum vom Gottkaiser als Geiseln gehalten werden.
Neben der „Gemeinsprache“, die in den Drei Landen jeder Mensch beherrscht, verständigen sich die Auserwählten durch eine Gebärdensprache oder sprechen „Quya“.
Geschrieben wird in sogenannten „Glyphen“. Sie stellen eine Bildschrift dar, ähnlich der Maya-Schrift, bei denen das Quya in Bilder übertragen wird. Die Weisen bedienen sich als Aufzeichnungsform den Perlschnüren, die sie mit ihren Händen lesen können.
Als geologische Besonderheit der Drei Lande ist zu erwähnen, dass Eisen in dieser Welt von Natur aus nicht vorkommt, es gelangt nur durch eingeschlagene Meteoriten hierher. Das herkömmliche Gebrauchsmaterial ist Bronze. Edel- und Halbedelsteine sowie Gold sind zwar wertvoll und werden von den Auserwählten in großer Menge verwendet, reichen aber in ihrem Wert bei weitem nicht an Eisen heran.

## Die Bewohner
In den Drei Landen herrscht eine strikte Blut-Hierarchie, die aus den „Auserwählten“ mit den „Zwillingsgöttern“ an ihrer Spitze, den „Marumaga“, dem gewöhnlichen Volk und den „Sartlar“ besteht.

### Die Zwillingsgötter
Sie waren es, die die Drei Lande gründeten und dabei die Spuren des Vorgängerreichs der Quya weitmöglichst ausmerzten. Seit ihrem Tod werden die Zwillingsgötter immer wieder aus den Kindern eines Gottkaisers erwählt und durch die „Apotheose“, einem Ritual, bei dem die Anteile des menschlichen Blutes ausgemerzt und in reines Ichor umgewandelt werden sollen, in ihnen neu zum Leben erweckt.

### Die Auserwählten
Sie stellen die Spitze der Hierarchie dar, da sie als Nachfahren der Zwillingsgötter gelten. Sie unterscheiden sich von den anderen Menschen durch ihr Blut, welches, vermischt mit menschlichem Blut, immer noch das reine Ichor der Götter enthalten soll. Auf ihrem Rücken wird bei der Geburt der Blutwert eingeritzt, die sogenannten Makelnarben, der die Abweichung zum Blut des Gottkaisers darstellt. Vom Volk werden sie „Gebieter“ genannt, sie selbst nennen sich die Auserwählten. Sieht jemand aus dem gemeinen Volk das unverhüllte Gesicht eines Gebieters, wird das gnadenlos mit Blendung oder dem Tod bestraft. Die Auserwählten sind ausnahmslos alle von strahlender Schönheit und überragen die anderen Menschen in ihrer Größe erheblich. Um ihre makellos weiße Haut zu erhalten, tragen sie beim Verlassen geschlossener Räume eine Körperbemalung. 

### Die Weisen
Ihnen wurden bereits als Kind die Sinnesorgane genommen. Ihnen an die Seite gestellt sind Homunkuli, von deren Kehlkopf sie gesprochene Worte ablesen können, und umgedreht durch Drücken ihre Untergebenen sprechen lassen können. Sie kontrollieren die Einhaltung der Gesetze und haben durch ein ausgeklügeltes Informationssystem das bewachte Land unter Kontrolle. An ihrer Spitze stehen die zwölf Allwissenheiten (engl. Grand Sapients), die durch die Einnahme eines Medikaments und viel Schlaf sehr alt werden können. Jeder hat einen Namen nach einer Domäne, beispielsweise Tribute, Regen und Labyrinth. Legionen ist zur Zeit der Geschichte um die 1300 Jahre alt und hat das Gesetz vom Gleichgewicht der Mächte erschaffen.

### Marumaga
Sie sind die Kinder eines Auserwählten, die jedoch einen gewöhnlichen Elternteil besitzen und dadurch dem Volk näher stehen als den Auserwählten.

### Das gewöhnliche Volk
Unter diesem Oberbegriff sind viele Völker und Stämme zusammengefasst. So gibt es beispielsweise die Flachländer aus dem Erdhimmelland, die Marula aus dem Unterlaufreich und die Pygmäen im Dschungel. Die gewöhnlichen Menschen werden von den Auserwählten als ihre Sklaven betrachtet und auch dementsprechend behandelt. Beim sogenannten „Fleischtribut“ wird ein Teil ihrer Kinder an die Auserwählten übergeben und so zu deren „Hausvolk“.

### Sartlar
Sie werden nicht nur als Untermenschen, sondern vielmehr als Tiere betrachtet. Ihnen wird auferlegt, die Arbeiten zu verrichten, die selbst für das gewöhnliche Volk zu schwer und zu schmerzhaft sind.

## Handlung der Trilogie

### Erster Band
(Buch Eins der zweiten Edition) Protagonist der Trilogie ist der zu Beginn der Geschichte 14-jährige Karneol (engl. Carnelian), der fernab des Bewachten Landes auf einer Insel mit seinem Vater, dem Gebieter Suth Sarder (engl. Sardian) und dessen Hausvolk im Exil aufwächst. Suth Sarder, der sein Volk verhältnismäßig großzügig regiert, unterrichtet Karneol gewissenhaft in den Gesetzen und Bräuchen der Auserwählten, bewahrt ihn durch seine Milde dennoch vor dem wahren Schrecken, der im Rest des Landes herrscht. Als eines Tages ein Schiff anlegt und drei Gebieter die Insel betreten, wird Karneol sehr schnell von der grausamen Realität eingeholt. Ihr Anführer, ein älterer Auserwählter namens Aurum bringt Suth Sarder, zur Überraschung Karneols, dazu, die Insel mit einem Teil des Hausvolks zu verlassen und in das Bewachte Land zurückzukehren. Anlass ist das baldige Ableben der Zwillingsgötter und die Wahlen des neuen Kandidaten. Suth Sarder soll die Wahl leiten.
Bereits während der Schifffahrt wird Karneol erstmals mit den strikten Regeln konfrontiert. Als er eines Tages verbotenerweise das Deck ohne Maske betritt, werden alle anwesenden Matrosen getötet, da sie sein Gesicht gesehen haben könnten. An Land angekommen, reist die Gesellschaft inkognito Richtung Osrakum. Trotz aller Vorsichtsmaßnahmen werden sie entdeckt und Suth Sarder bei einem Meuchelangriff schwer verwundet. Dennoch erreichen alle Osrakum.
(Buch Zwei der zweiten Edition) Jede Familie der Auserwählten besitzt in Osrakum eine eigene Schlucht. Von dort begibt sich Karneol zu seinem die Wahl vorbereitenden Vater. Die Häuser der Auserwählten haben sich zwischen den Zwillingssöhnen des Gottkaisers Nephron und Molochit zu entscheiden. Während der Apotheose wird der unterlegene Zwilling getötet. Der in der Sonnenburg untergebrachte Karneol unternimmt heimliche Streifzüge und begegnet in der Bibliothek der Weisen dem etwa gleichaltrigen Osidian. Die folgenden Tage unternehmen sie gemeinsame Streifzüge und verlieben sich ineinander.
Nach dem Tod des Gottkaisers gewinnt Nephron knapp die Wahl. Zu Karneols Erstaunen verbirgt sich hinter dem Gewinner sein Geliebter Osidian. Vor der Apotheose, die die endgültige Trennung der beiden bedeutet hätte, treffen sich die beiden noch einmal. Durch Verrat werden sie verschleppt und in Graburnen aus Osrakum geschafft.

### Zweiter Band
(Buch Drei der zweiten Edition) Ein Ichorianer, der die Graburnen beerdigen hätte sollen, entdeckt den Inhalt der beiden Urnen. Er will die Auserwählten verkaufen, verliert sie jedoch bei einem Überfall an Barbaren aus dem Stamm der Ocker. Die Gruppe um Färren (engl. Fern, zweite Edition Blue), die ihre Kinder als Fleischtribut nach Osrakum bringen mussten, führt die Gefangenen mit in ihr Koppie im Erdhimmelland. Den Auserwählten schlägt Hass entgegen und es droht ihnen der Tod. Doch Akascha (engl. Akaisha) holt Osidian und Karneol in ihre matriarchalisch aufgebauten Herdgemeinschaft. Karneol freundet sich mit dem Waisenkind Möni (engl. Poppy) an und versucht sich im Stamm einzufügen. Osidian dagegen zeigt sich überheblich, zieht durch seine Taten nach und nach die jungen Männer des Stammes auf seine Seite. Als der Stamm der Blautänzer das Koppie der Ocker überfällt und Kinder raubt, brechen die Männer der Ocker zum Kampf auf und unterstellen sich Osidian.
(Buch Vier der zweiten Edition) Die Blautänzer werden besiegt und alle Männer getötet. Osidian lässt weitere Stämme provozieren und unterwirft sie schließlich. Als in dem verlassenen Nachbarkoppie der Blautänzer Rauch aufsteigt, brechen die Ocker auf, finden Marula aus dem Unterlaufreich vor und töten nahezu alle. Nur drei Priester überleben. Osidian spricht mit einem dieser Orakel, der ihm von der Macht des dunklen Gottes auf der Fliegeninsel im Oberlaufreich berichtet. Osidian hält diesen Gott für seinen Vater und bricht daher mit seinen Kämpfern auf. Karneol trifft dort auf Sartlar mit ihrer Anführerin Kor. In ihrer Abwesenheit rebellieren die Ocker. Daher lässt Osidian bei seiner Rückkehr den kompletten Stamm auslöschen. Karneol würde seinen früheren Geliebten gerne aus Rache töten, doch da Aurum mit einem Heer im Erdhimmelland einfällt, ist Osidian die einzig mögliche Rettung.

### Dritter Band
(Buch Fünf der zweiten Edition) Karneol beerdigt zusammen mit Färren und Möni die getöten Ocker. Währenddessen verhandelt Osidian mit Aurum, doch letzterer bricht den Waffenstillstand und besiegt die Streitmacht der Erdhimmelländer. Karneol nimmt Osidian gefangen und zieht mit dem verbliebenen Heer in Richtung des bewachten Landes, um Aurum fortzulocken. Denn er befürchtet, dass die Auserwählten alle Bewohner der am Aufstand beteiligten Koppies töten werden. Während der Flucht kommt es zum Kampf mit den Fußtruppen Aurums, den die Erdhimmelländer überraschend gewinnen. Aurum flieht aus diesem Grund zurück in das Bewachte Land, verfolgt von Osidian. Da die Mauern von Makar uneinnehmbar sind, lassen sich die Angreifer über einen geheimen Weg in das Bewachte Land führen, übernehmen dort den Ort Qunoth mit seiner militärischen Ausrüstung. Karneol zieht mit einer Hälfte der Armee weiter nach Makar, das sie kampflos einnehmen können. Aurum hat den Ort mit seinen Truppen bereits verlassen.
(Buch Sechs der zweiten Edition) In Makar gerät Legionen, eine der zwölf Allwissenheiten, in die Hände von Karneol. Tatsächlich ist es eine Falle, um Osidian gefangen zu nehmen. Karneol erkennt das in einem Traum und kann es verhindern. Immer mehr wird deutlich, dass seine Träume die Zukunft beeinflussen können. Aurum schließt sich mit seinen Truppen Osidian an, da er durch seine bisherigen Fehler keinen Fuß mehr in Osrakum fassen würde, und gemeinsam besiegen sie eine aus Osrakum anrückende Armee. Legionen warnt Karneol vor der Zerstörung des Gleichgewichts der Mächte. Einem Traum folgend ruft Karneol alle Sartlar des Bewachten Landes zu sich, um das Heer zu vergrößern. Die folgende Schlacht gegen Molochit gewinnt Osidian, der Gottkaiser kommt dabei um.
Das Verhältnis zwischen Karneol und Osidian bröckelte durch die Gewalteskapaden seines Geliebten immer mehr. Die Freundschaft zu Färren wurde immer größer, und schließlich gestehen sie sich die Zuneigung zueinander ein.
(Buch Sieben der zweiten Edition) Osidian kehrt als Triumphator nach Osrakum zurück und lässt sich in der Apotheose zum neuen Gottkaiser erheben. Doch das Gleichgewicht der Mächte ist bereits zu sehr gestört. Die hungernden Sartlar vor den Toren Osrakums kehren nicht mehr in das Bewachte Land zurück, wodurch dieses durch die fehlende Bewirtschaftung zur Wüste wird. Sie belagern Osrakum, das ebenfalls durch die fehlenden Nahrungsmittel aus dem Hinterland keine Zukunft mehr hat. Karneol versucht den Belagerungsring mit einem Teil seines Hauses und den als Fleischtribut gelieferten Kindern nach Makar zu durchqueren. Dazu stellt er sich der Anführerin der Osrakum belagernden Sartlar, um sich für seine Familie und die tausende Kinder als Gegenleistung zu opfern. Er findet Kor als Heerführerin der Belagerer vor.
Nun fügen sich die letzten Puzzleteile zusammen. Karneol wusste bereits, dass die Weisen die dritte Gottheit in Vergessenheit gerieten ließen, die Mutter. Wie Karneol vermutet, stammen seine das Ende herbeiführenden Träume von dieser Gottheit. Er selbst ist, wie sich im Laufe der Geschichte herausstellt, ein dritter Sohn des Gottkaisers, und kein Kind von Suth Sarder.
Die Sartlar sind die Nachkommen der Quya, die vor 1300 Jahren von den Auserwählten besiegt wurden. Osrakum war ihr Totenreich, hier beerdigten sie ihre Herrscher mit einer Totenmaske auf dem Gesicht. Daher traten die Auserwählten nur mit Maske auf, um so den Sartlar als ihre auferstandenen Vorfahren zu erscheinen und damit den Eindruck der eigenen Unsterblichkeit zu erwecken. Als Kor Osidian und Karneol ohne Maske und verletzbar sah, wurde ihr klar, dass die Auserwählten sterbliche Menschen sind. So zogen die Sartlar in ihren letzten Kampf, den sie wie die Auserwählten nicht überleben werden. Kor lässt Karneol ziehen. Als Gegenleistung nennt er ihr den Weg nach Osrakum und zu den Auserwählten hinein, den die Sartlar für ihre Rache nehmen werden.